# Colom antàrtic becnegre
El colom antàrtic becnegre (Chionis minor) és una espècie d'ocell de la família dels quiònids (Chionidae) que habita les costes rocalloses de l'àrea meridional de l'oceà Índic, a les illes del Príncep Eduard, Marion, Crozet, Kerguelen i Heard.